# Quando as Luzes das Marquises se Apagam - a História da Cinelândia Paulistana
Quando as Luzes das Marquises se Apagam - a História da Cinelândia Paulistana é um documentário brasileiro de 2018 dirigido por Renato Brandão. O filme conta a história de um antigo circuito de salas de cinema estabelecido na região das avenidas São João e Ipiranga, no centro de São Paulo, outrora conhecido como "Cinelândia Paulistana".

## Sinopse
Com imagens de arquivo e depoimentos de antigos espectadores, entre os quais o escritor Ignácio de Loyola Brandão e o arquiteto Nabil Bonduki, o filme reconta a história das salas de cinema que se localizavam avenidas São João e Ipiranga e em suas imediações, no centro de São Paulo. Conhecida como "Cinelândia Paulistana", essa área viveu seu auge na década de 1950, chegando a ter mais de 15 cinemas em pleno funcionamento, entre os quais os cines Art-Palácio, Metro, Ipiranga, Marabá, Marrocos, República, Olido e Paissandu.

## Recepção
O filme estreou oficialmente durante a 23.ª edição do festival de cinema documentário É Tudo Verdade em abril de 2018, tendo exibições nas cidades de São Paulo e Rio de Janeiro. O documentário integrou novamente a programação do mesmo festival em sua 25.ª edição, em 2020, dessa vez como parte de um ciclo especial dedicado ao cinema brasileiro. No entanto, devido a pandemia de COVID-19, as sessões presenciais do festival foram suspensas, e a mostra foi exibida de modo online. Ainda naquele ano, o filme participou da Mostra Competitiva do Festival Arquivo Em Cartaz, também com sessões em formato online.